# Yenitepe, Keçiborlu
Yenitepe là một xã thuộc huyện Keçiborlu, tỉnh Isparta, Thổ Nhĩ Kỳ. Dân số thời điểm năm 2011 là 53 người.